# 5147 Maruyama
5147 Maruyama eller 1992 BQ är en asteroid i huvudbältet som upptäcktes den 28 januari 1992 av de båda japanska astronomerna Seiji Ueda och Hiroshi Kaneda i Kushiro. Den är uppkallad efter en kulle kallad Maruyama i japan.
Asteroiden har en diameter på ungefär 7 kilometer.